# تصلب جانبي بدئي
التصلب الجانبي البدئي (بالإنجليزية: Primary Lateral Sclerosis) اضطراب عصبي عضلي شديد الندرة يمتاز بضعف عضلي مترق في العضلات الإرادية. ينتمي هذا الاضطراب إلى مجموعة من الأمراض المعروفة بأمراض العصبون المحرك التي تتطور عند تدهور وموت الخلايا العصبية المتحكمة بحركة العضلات الإرادية ما يسبب ضعفًا فيها.
يقتصر تأثير التصلب الجانبي البدئي على العصبونات الحركية العلوية ولا يوجد دليل على تدهور العصبونات الحركية الشوكية أو الضمور العضلي الحاصل في التصلب الجانبي الضموري.

## الأعراض
يبدأ التصلب الجانبي البدئي عفويًا عادةً بعد سن الخمسين ثم يتطور تدريجياً على مدى عدة سنوات أو عقود، وتبدأ أعراضه عادةً في الساقين، لكن قد يصيب أولًا اللسان أو اليدين. تشمل الأعراض الخرق وصعوبة التوازن وضعف الساقين وتيبسهما، وأعراضاً شائعةً أخرى مثل التقبض في اليدين والقدمين والساقين (تقلص عضلي لا إرادي ناجم عن تمدد العضلات، ويعتمد على سرعة هذا التمدد)، وتدلي القدم واضطرابات البلع والكلام الناجمة عن إصابة عضلات الوجه. قد يتأثر التنفس في المراحل اللاحقة مسبباً فشلاً تنفسياً يتطلب دعماً غير غاز لهؤلاء المرضى.
يمثل فرط المنعكسات مظهرًا أساسيًا آخر عند مرضى التصلب الجانبي البدئي مترافقاً مع علامة بابنسكي، ويعاني بعض المرضى من عدم ثبات عاطفي وإلحاح بولي وتغيرات معرفية خفيفة يكشفها الاختبار العصبي النفسي خصوصاً عند قياس الوظائف التنفيذية. 
لا يعد التصلب الجانبي البدئي الذي يبدأ في سن البلوغ حالةً وراثيةً، لكن يرتبط الشكل اليفعاني منه بطفرة في جين ALS2 الذي يشفر بروتين التأشير الخلوي «إلسين». 
بقيت قضية فصل التصلب الجانبي البدئي عن التصلب الجانبي الضموري واعتباره مرضًا مستقلًا ذات جوانب مبهمة، وهذا يعود لإصابة بعض مرضى التصلب الجانبي البدئي بأعراض أذية العصبون المحرك السفلي ما يُشخص إصابتهم بالتصلب الجانبي الضموري.

### التقبض
يبدأ التصلب الجانبي البدئي عادةً بألم وتيبس تدريجي مترق في الأطراف السلفلية بسبب التقبض العضلي، وتكون البداية غالبًا غير متناظرة. يسبب الاضطراب عدم حركية مفصلية رغم عدم ضمور العضلات (في بداية الإصابة على الأقل) على عكس التصلب الجانبي الضموري، وهذا ينجم عن النواحي المسببة للعجز التي تشمل التقبض والتشنج العضلي والألم الشديد الناجم عن تمدد العضلات ما يؤدي إلى جمود المفاصل، وقد تصبح الخطا العادية صغيرةً وتترافق مع عدم الاستقرار والسقوط.

## السبب
لم يفهم العلماء تمامًا أسباب التصلب الجانبي البدئي رغم وجود فرضيات تدمج العوامل البيئية والجينية. أُجريت دراسات لتقييم الأسباب المحتملة رغم صعوبة الربط بينها بسبب قلة أعداد المصابين بالاضطراب. قد تسبب طفرة جين ALS2 الشكل اليفعاني من هذا المرض مع أنه شديدة الندرة.

## التشخيص
لا توجد اختبارات نوعية لتشخيص التصلب الجانبي البدئي، لذا يعتمد التشخيص على استبعاد الأسباب الأخرى المحتملة مع تمديد فترة المراقبة، وبسبب عدم وجود فحص واحد مشخص للتصلب الجانبي البدئي، يعتمد التشخيص على الاستبعاد كما هو الحال في التصلب الجانبي الضموري. 
تعتبر معايير برينجل التي اقترحها برينجل وزملائه منهجاً من تسع نقاط تقترح تشخيص التصلب الجانبي البدئي في حال تحققها، ونظراً لأن الشخص المصاب بالتصلب الجانبي الضموري قد يعاني بدايةً من أعراض أذية العصبون المحرك العلوي فقط، يتطلب تحقيق معايير برينجل فترةً زمنيةً تبلغ ثلاث سنوات على الأقل بين بداية الأعراض وتشخيصها، ويصبح تشخيص التصلب الجانبي البدئي عالي الاحتمال عندما تتحقق هذه المعايير معًا. 
من النواحي الأخرى لمعايير برينجل: تخطيط عضلات كهربائي طبيعي، وهذا يستبعد أذية العصبون المحرك السفلي الذي يصاب في التصلب الجانبي الضموري، وغياب القصة العائلية للشلل النصفي التشنجي الوراثي والتصلب الجانبي الضموري.
يمكن إجراء دراسات شعاعية لاستبعاد الآفات البنيوية أو المزيلة للميالين، وقد تشاهد علامة هوفمان أو منعكس بابنسكي في أذيات العصبون المحرك العلوي.